# Galátsi
Galátsi (grec moderne : Γαλάτσι), est un dème situé juste au nord d’Athènes dans la périphérie de l’Attique en Grèce.

## Géographie
Galatsi est une banlieue d'Athènes située à 5 kilomètres au nord de l'Acropole, au milieu de la plaine attique, au sud des collines de Tourkovoúnia .
C'est l'une des zones les plus densément peuplées d'Athènes, avec un pourcentage élevé de ses terres couvertes par la flore, car les collines de Tourkovoúnia avec leurs forêts et le parc Alsos Veikou sont parmi les principaux « poumons verts » du centre d'Athènes.
Le complexe scolaire de Grava (en) se trouve à Galátsi, ainsi que de nombreuses autres fondations éducatives et instituts publics et privés.
Le dème de Galátsi borde Filothéi-Psychikó à l'est, Nea Ionia au nord et Athènes au sud et à l'ouest.
Le dème de Galatsi a une superficie de 4,026 km2.

## Population
| 1981   | 1991   | 2001   | 2011   |
| ------ | ------ | ------ | ------ |
| 50 096 | 57 230 | 58 042 | 59 345 |

| 2021   | - | - | - |
| ------ | - | - | - |
| 57 909 | - | - | - |

## Transports
En 2030, Galátsi sera desservi par les stations Álsos Veïkou, Galátsi et Elikónos de la ligne 4 du métro d'Athènes.

## Galerie

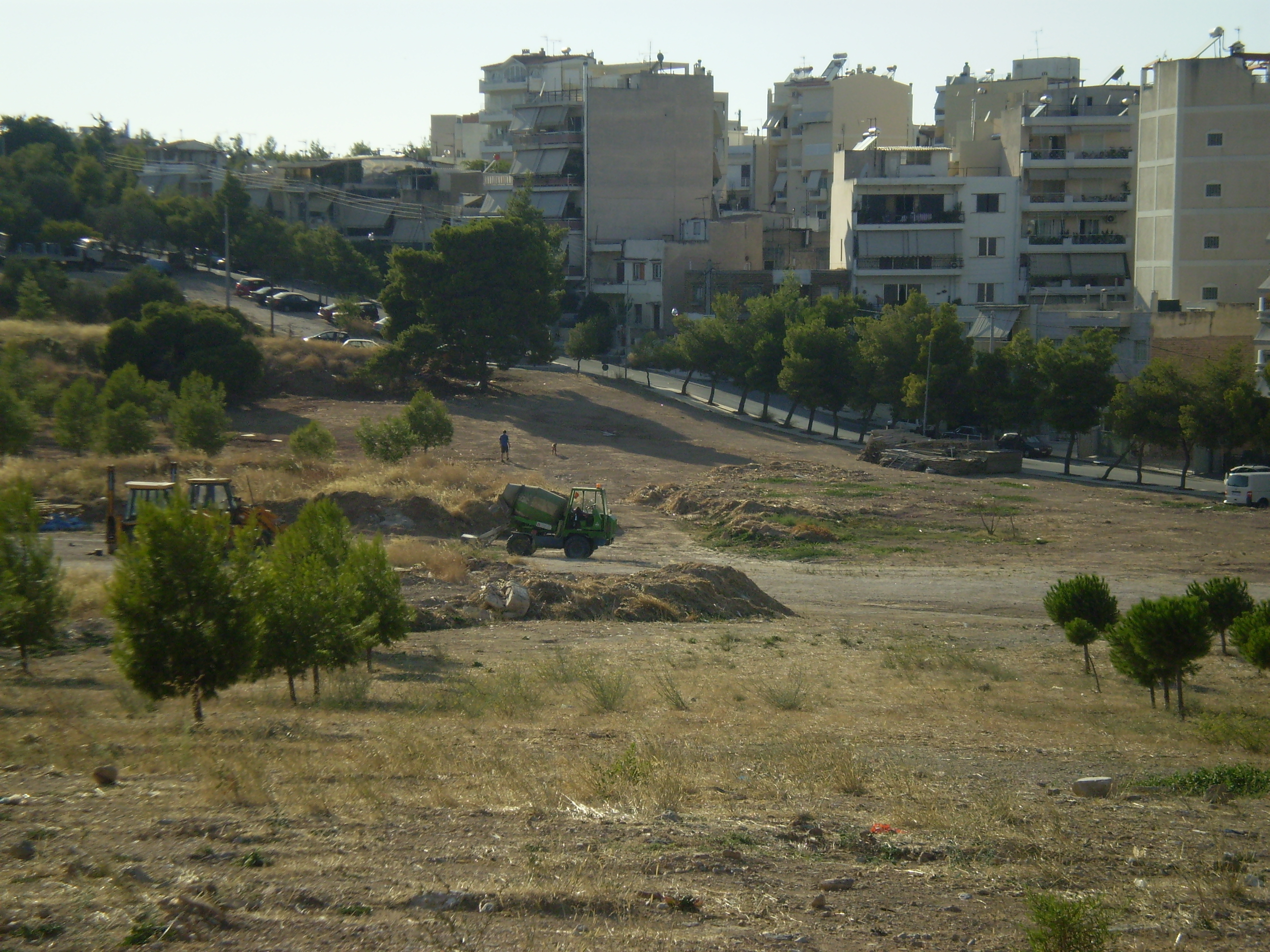
Galatsi – Vue